# Хосе Хоакін Родрігес Селедон
Хосе Хоакін Родрігес Селедон (ісп. José Joaquín Rodríguez Zeledón; 6 січня 1837 — 30 листопада 1917) — костариканський політик, тринадцятий президент Коста-Рики.

## Біографія
Народився в сім'ї Себастьяна Родрігеса Кастро та Франсіски Селедон Мора. Був одружений з Луїзою Альварадо Каррільйо, від шлюбу з якою народились кілька дітей, і одна з дочок, Мануела Родрігес Альварадо, стала дружиною наступника Родрігеса на посаді президента Республіки Рафаеля Іглесіаса Кастро.
Вивчав право в Університеті Сан-Карлос у Гватемалі, втім через сімейні проблеми й економічні труднощі йому довелось припинити навчання та повернутись до Коста-Рики. Тим не менше, зрештою він закінчив юридичний факультет Університету Санто-Томас у Сан-Хосе.
Родрігес був відомим адвокатом, який впродовж тривалого часу не виявляв амбіцій у політиці. Був суддею Верховного суду. Згодом короткий період часу перебував на посаді державного секретаря в адміністрації Бернардо Сото Альфаро.
1890 року Родрігеса обрали президентом, він виборов 81 % голосів виборців та випередив майбутнього президента Ассенсьйона Есківеля Ібарру.
1892 року Родрігес розпустив Конгрес і, фактично ставши диктатором, зберіг посаду президента. Наступного року він відновив громадянські права, щоб голосування на виборах його наступника було більш відкритим. Переможцем виборів став військовий міністр і зять Родрігеса Рафаель Іглесіас Кастро.
Громадяни засудили диктаторські нахили Родрігеса. При цьому він мав певні успіхи, перебуваючи при владі в країні, зокрема він вживав заходів щодо розвитку системи освіти. Серед іншого він заснував вечірні школи для дорослих у столиці та провінційних містах, сприяв розвитку мережі телефонного зв'язку, розпочав будівництво Національного театру (1890), просував європейську імміграцію задля розвитку сільського господарства Коста-Рики.